# Akt von Tilsit

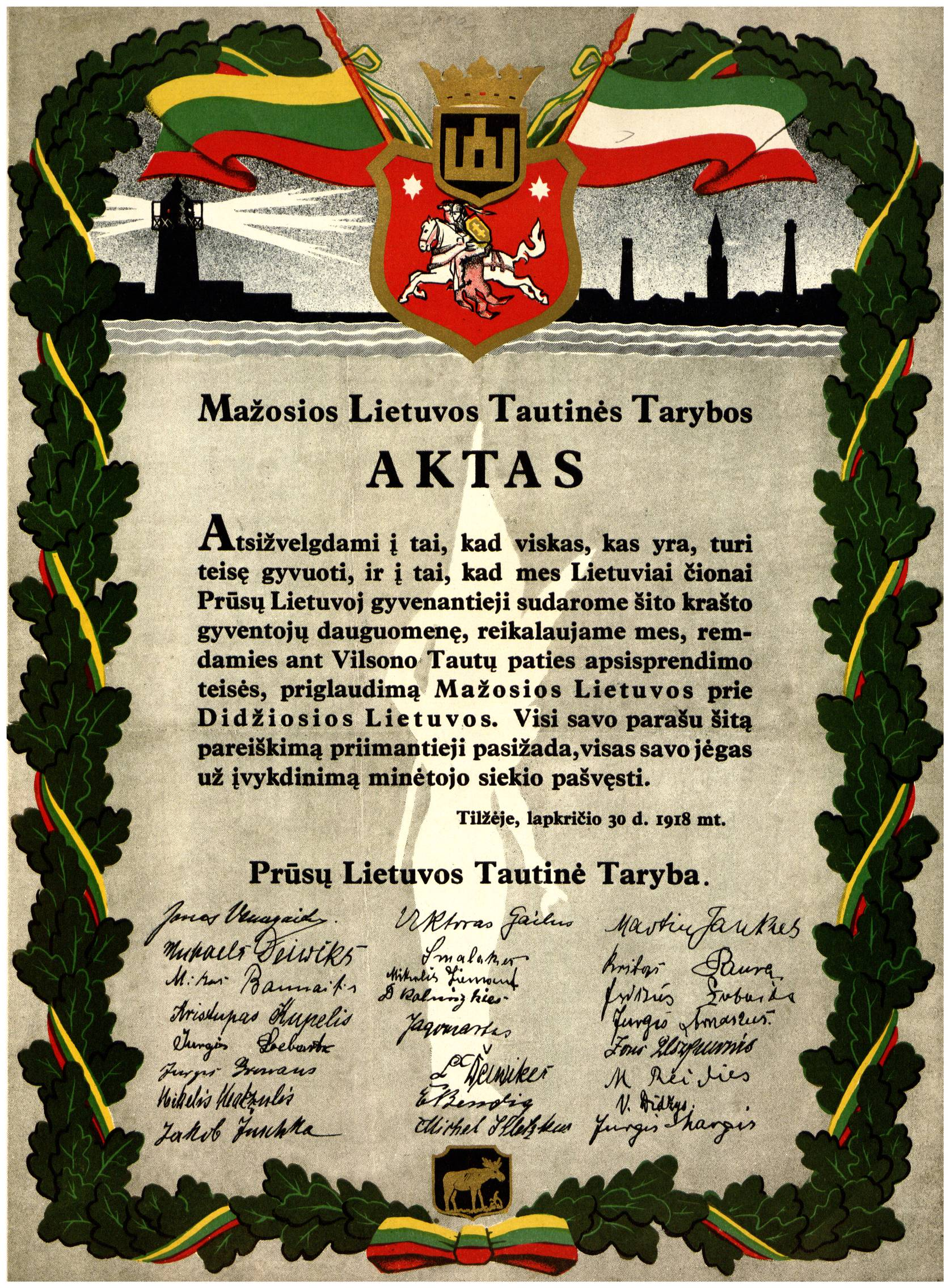
Akt von Tilsit

Der Akt von Tilsit (litauisch: 'Tilžės aktas') war ein Manifest, das am 30. November 1918 in Tilsit von zwei Dutzend preußisch-litauischen Intellektuellen im Namen des Kleinlitauischen Nationalrates (litauisch: 'Mažosios Lietuvos Tautinė Taryba'), zur Vorlage auf der Konferenz von Versailles, unterzeichnet wurde.
Hierin wurde eine Abtrennung Kleinlitauens bzw. Preußisch-Litauens, wo der litauisch-sprechende Bevölkerungsanteil zweifelsohne groß war – ob Minder- oder Mehrheit hängt davon ab, wie Zweisprachigkeit (deutsch und …) und wie die anderen baltischen Sprachen (kurisch, lettisch) gezählt wurden; die litauische Argumentation legte sie zusammen – vom Deutschen Reich und Angliederung an den damals gerade wieder entstehenden Staat Litauen gefordert. Begründet wurde dies damit „daß wir Litauer, die hier in Preußisch-Litauen leben, die Mehrheit der Einwohner dieses Landes bilden, und gemäß Wilsons Selbstbestimmungsrecht der Völker“ diese Angliederung verlangen.
Nachdem durch den Vertrag von Versailles nur das Memelland 1920 von Deutschland abgetrennt und unter internationale Verwaltung gestellt worden war, diente dieses Manifest Litauen, bzw. von der litauischen Regierung ausgesandten Aufständischen, als Rechtfertigung für die Übernahme der Kontrolle in dem Mandatsgebiet im Januar 1923 und für die Annexion des Memellandes 1924.
Die Unterzeichner des Aktes vertraten allerdings nur eine Minderheitenmeinung. In allen Wahlen zum Memelländischen Landtag ab 1924 ergab sich, dass die pro-deutschen Parteien gegenüber den pro-litauischen Parteien eine Mehrheit von mehr als 80 % der Stimmen behaupten konnten, obwohl fast die Hälfte der Bevölkerung Litauisch sprach. Dies war zum einen in der sehr langen (mehr als 600-jährigen) staatlichen Zugehörigkeit zu Preußen bzw. dessen Vorgängerstaaten (Deutscher Orden) und zum anderen in einem kulturellen und konfessionellen Gegensatz begründet: die preußischen „Litauer“ waren zu über 95 % evangelisch, die Bewohner Zentral-Litauens jedoch zu über 95 % katholisch.

## Die Unterzeichner
Die Unterzeichner waren Staatsbürger Deutschlands, die der preußische Staat als romantische Schwärmer gewähren ließ, weil er ihnen keinerlei politische Bedeutung zumaß.
1. Jonas Vanagaitis (Johann Wannagatis aus Pabuduppen)
2. Mikelis Deivikas (Michael Deiwick aus Rucken, Lehrer im Memelland)
3. Mikas Banaitis (Michael Bannat aus Paskallwen)
4. Kristupas Kiupelis (Christoph Kiupel aus Cullmen Wiedutaten)
5. Jurgis Lėbartų (Jurgis Lebarts aus Schlappschill)
6. Jurgis Gronavas (Jürgen Gronau aus Aglohnen oder Oszkarten)
7. Mikelis Mačiulis (Michel Matschullis aus dem Memelland)
8. Jokūbas Juška (Jakob Juschka, vielleicht aus Pezaiten)
9. Viktoras Gailius (Viktor Gailus aus Groß Bersteningken)
10. Arnas Smalakys (Arno Smalakys aus Memel)
11. Mikelis Lymantas (Michael Limant aus Memel)
12. Danielius Kalniškys (Daniel Kalnischkies aus Plaschken)
13. Enzys Jagomastas (Hans Jagomast aus Lompönen)
14. Liudvikas Deivikas (Ludwig Deiwick aus Rucken, Bruder von Michael)
15. Emilis Bendikas (Emil Bendiks aus Ballgarden, Stadtrandsiedlung von Tilsit)
16. Mikelis Klečkus (Michael Kletczkus aus Saugen)
17. Martynas Jankus (Martin Jankus aus Bittehnen)
18. Kristupas Paura (Kristoph Paura aus Darzeppeln)
19. Fridrikas Zūbaitis (Friedrich Subat aus Tilsit)
20. Jurgis Arnašius (Jurgis Arnaszus aus Wannaggen)
21. Jonas Užpurvis (Jons Uszpurwies aus Kukoreiten)
22. Martynas Reidys (Pfarrer Martin Reid aus Skuldeinen/Elchniederung)
23. Valteris Didžys (Walter Magnus aus Angerburg)
24. Jurgis Margys (Jurgis Margies aus Wersmeningken)